# Invisible (canção de U2)
"Invisible" é uma canção da banda de rock irlandesa U2. A canção foi lançada em 2 de fevereiro de 2014 como single, sendo disponível como download digital gratuito através do iTunes Store em um período de 24 horas, com o Bank of America dando um dólar para cada download da canção para a Product Red, uma organização co-fundada pelo vocalista da banda, Bono, para a luta contra a AIDS. Desde 4 de fevereiro, foi disponível como um download regular, com todos os recursos também para a Red. O estilo eletrônico com o rock foi aclamado com críticas favoráveis. O vídeo da canção foi dirigido por Mark Romanek e lançado em 11 de fevereiro.

## Antecedentes e lançamento

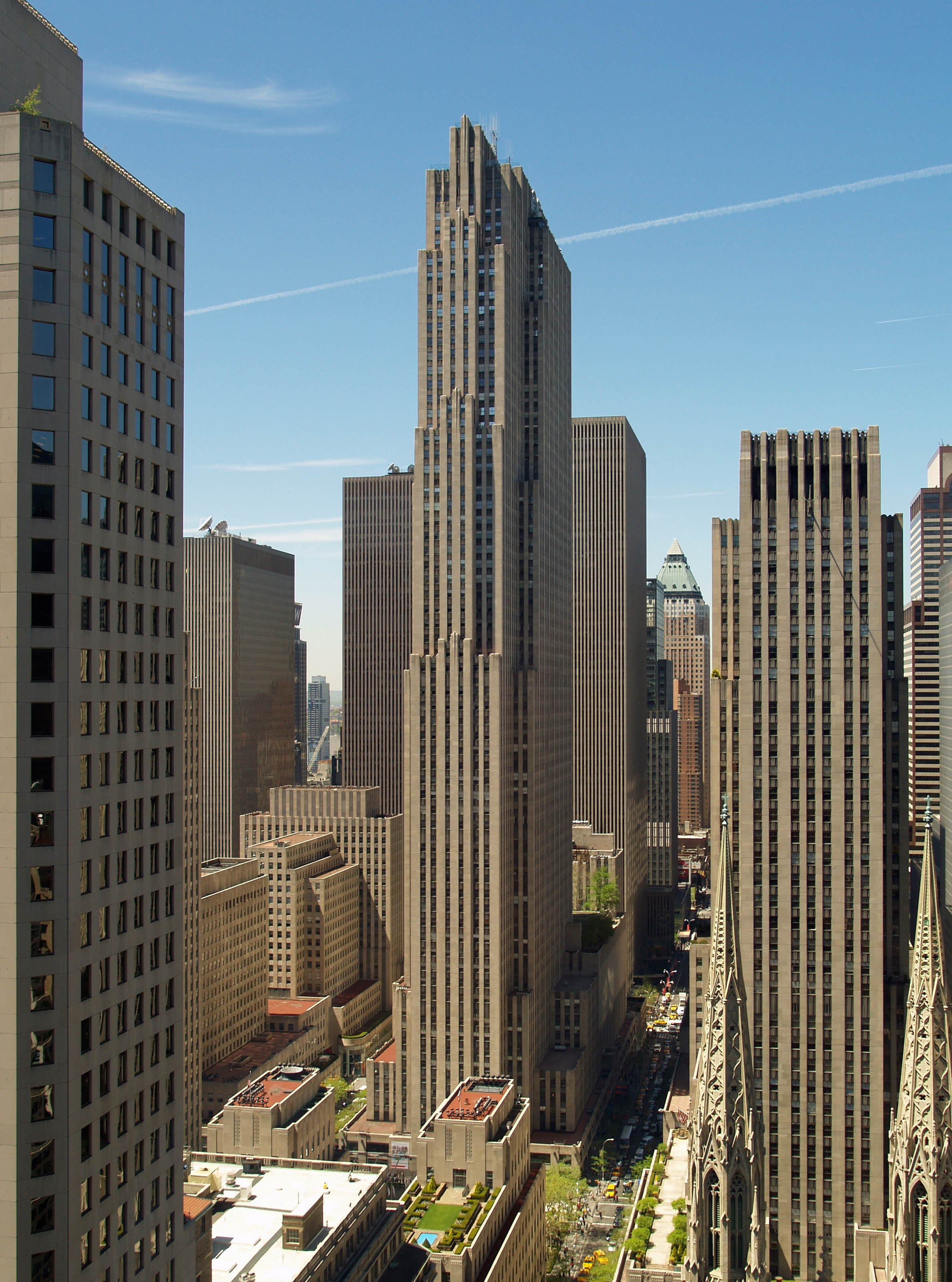
A banda fez sua apresentação na estreia durante o programa The Tonight Show Starring Jimmy Fallon, no edifício 30 Rockefeller Plaza.

A banda trabalhara em seu décimo terceiro álbum de estúdio com o produtor Danger Mouse desde 2011. Em novembro de 2013, a banda lançou seu primeiro single da década de 2010, "Ordinary Love", gravada para o filme biográfico Mandela: Long Walk to Freedom. A segunda canção lançada depois, "Invisible", é declarada a primeira faixa concluída para o próximo álbum de estúdio, que está previsto para ser lançado em meados de 2014. No entanto, a música não é o primeiro single oficial para promover o álbum, mas servindo como "espécie de prévia — para lembrar as pessoas que existem", como disse Bono, em entrevista ao USA Today. A canção também lança uma parceria entre a (RED), uma organização fundada por Bono e Bobby Shriver, e o Bank of America para combater a AIDS.
Em 16 de janeiro de 2014, a confusão foi criada quando Dave Fanning anunciou a "apresentação musical em primeira mão" de "Invisible", tocada ao vivo no programa The Dave Fanning Show no RTÉ 2fm. Ao invés disso, a canção "Bad Machine" da banda de rock inglesa Dark Stares — originada da cidade de St Albans, foi ao ar duas vezes. A estreita relação de Fanning's com o U2 em mais de 33 anos de história de exclusivos singles da banda, levou muitos a acreditar que a transmissão era legítima, e ainda acrescentou debate em fóruns de fãs da banda. Vários meios de comunicação também informaram sobre a situação, nomeadamente Hot Press e a rádio canadense Alan Cross. No entanto, Fanning mais tarde deu a entender que estava parcialmente por trás da brincadeira, dizendo: "Nós fizemos destacar que era uma paródia", quando entrevistado pelo The Sunday Times.  Até o momento, nem o U2 ou a banda Dark Stares comentaram oficialmente sobre seu respectivo conhecimento ou envolvimento no caso.
Em 2 de fevereiro de 2014, uma parte de "Invisible" foi revelada como um comercial da Super Bowl XLVIII, e disponibilizado como um download gratuito no iTunes Store durante 24 horas, com o Bank of America, dando um dólar para cada download da faixa à (RED) e seu destinatário, o Fundo Global de Luta contra Aids, Tuberculose e Malária. de acordo com o site da banda, a soma total arrecadada foram mais de três milhões de dólares. em 4 de fevereiro de 2014, o canção foi disponibilizada como um download digital normal, com todos os recursos também indo para (RED).
Em 17 de fevereiro, a banda apresentou-se durante o programa The Tonight Show Starring Jimmy Fallon, sendo os primeiros convidadods musicais para a estréia do programa no talk show com o novo apresentador, o ator Jimmy Fallon. A banda tocou o novo single "Invisible", ao pôr do sol no terraço do edifício 30 Rockefeller Plaza, em Manhattan, e também, já em estúdio, a canção-tema "Ordinary Love". A apresentação foi produzida pelo produtor executivo Lorne Michaels. "Invisible" foi lançada como faixa escondida na edição deluxe de Songs of Innocence, lançado em outubro de 2014. Doug Collette, do All About Jazz, comentou que "a letra da canção é muito transparente e definido no contexto deste pacote e o benefício da breve retrospectiva, fazendo uma conclusão adequada de auto-comentário deliberado ou acidental".

## Escrita e composição
De acordo com Bono, ela é uma canção sobre "sair de casa furioso o suficiente para ver através desta sensação de chegar em Londres, dormindo na estação e saindo na explosão do punk rock que acontecia naquele momento". Em uma entrevista de rádio com o correspondente da BBC Radio 1, Zane Lowe, explicou que "houve realmente pessoas selvagens e extraordinárias e, em seguida, você não se sente profundamente extraordinário. Você se sente invisível e você está gritando para ser visto. Você tem a sua banda e este é toda a sua vida. É aquela sensação de sair da cidade". Bono disse também que durante o processo de escrever o novo material para o novo álbum, "voltamos por isso, pois queríamos estar em primeiro lugar. A canção abriu uma porta para compor e foi um surto de sortes. Tudo começou quando fizemos uso dos estilos punk rock e eletrônico. Estávamos ouvindo os Ramones e Kraftwerk, e você podia ouvir as duas coisas na canção 'Invisible'".
"Invisible" é um hino do rock misturado com o electro. Ela começa como uma "frágil passagem eletrônica", uma reminiscência do Joy Division. O teclado simples e as guitarras tinintando levam a um "refrão espacial", com características líricas "aproveitando as noções de auto-respeito, tanto do tipo pessoal quanto do tipo do combate universal". A parte final da canção tem uma "letra digna das paradas musicais", "não há nenhum deles, há apenas nós", típico do U2.

## Recepção
| Críticas profissionais | Críticas profissionais |
| Avaliações da crítica  | Avaliações da crítica  |
| Fonte                  | Avaliação              |
| ---------------------- | ---------------------- |
| Entertainment Weekly   | (B)                    |

Em uma revisão positiva da canção, Randall Roberts do Los Angeles Times, disse que a faixa é "uma agradável surpresa e bastante característica da maior banda de rock do mundo", comentando também que "apresenta o tipo de um grande refrão aspiracional que Bono e seus 'botões' fizeram nascer, voando nas asas de uma guitarra melódica, uma cortesia típica do guitarrista The Edge"; e que líricamente, a música transmite "algum tipo de mensagem grandiosamente unificada, que fala a verdade aos poderosos, sem ser muito político sobre este assunto", algo também típico da banda. Marc Hogan, da revista Spin, afirmou que a canção "é um hino do rock, sendo um molde do álbum All That You Can't Leave Behind (2000), com batidas semelhantes da canção 'Beautiful Day'", com Bono cantando "como se estivesse posando para o Monte Rushmore". Hogan também comentou que "um evento desse deverá ser assistido por mais de 100 milhões de pessoas, não sendo um mau momento para uma música criada em união". Michael Cragg, do The Guardian, falou sobre a canção: "Há uma sensação de textura mais característica de tudo. Até o coda... você meio que se sente feliz de ter o U2 de volta". Kyle Anderson, da Entertainment Weekly, deu um "B" para a canção, afirmando: "...O 13º álbum de estúdio dos roqueiros, aparentemente indestrutíveis, deverá obter crédito para manter as coisas simples e bonita, com uma versão limpa de sua visão do modelo do século XXI".

## Vídeo da música

Captura do vídeo da canção em preto e branco, com o uso de efeitos na tela de vídeo e a presença do público durante uma apresentação.

O vídeo da canção foi dirigida por Mark Romanek, que dirigiu filmes como One Hour Photo (2002) e Never Let Me Go (2010), e que tambem já trabalhou com Jay-Z, Nine Inch Nails, entre outros. Foi filmado em preto e branco no hangar do aeroporto de Santa Monica, Califórnia, em janeiro de 2014.
O vídeo mostra a banda tocando a música a um público cativo, com uma grande tela atrás e vários efeitos de vídeo, com Bono cantando com um microfone hangdown circular, o mesmo tocado durante no filme-concerto U2 360° at the Rose Bowl (2010). A filmagem do vídeo foi usado por 60 segundos durante o comercial do Super Bowl, que foi ao ar no dia 2 de fevereiro de 2014. O vídeo completo estreou em 11 de fevereiro de 2014.

## Lista de faixas
- Download digital[12]

1. "Invisible" ((RED) Edit Version) – 3:47

## Paradas e posições
| País/Parada (2014)                              | Melhor posição |
| ----------------------------------------------- | -------------- |
| Alemanha (Media Control Charts)                 | 48             |
| Áustria (Ö3 Austria Top 40)                     | 39             |
| Bélgica (Ultratop 50 Flanders)                  | 43             |
| Bélgica (Ultratop 40 Valônia)                   | 9              |
| Brasil (Hot 100 Singles)                        | 33             |
| Canadá (Canadian Hot 100)                       | 44             |
| Dinamarca (Hitlisten)                           | 28             |
| Espanha (PROMUSICAE)                            | 5              |
| Estados Unidos (Alternative Songs)              | 28             |
| Estados Unidos (Adult Alternative Songs)        | 1              |
| Estados Unidos (Bubbling Under Hot 100 Singles) | 8              |
| Estados Unidos (Hot Mainstream Rock Tracks)     | 27             |
| Estados Unidos (Rock Airplay)                   | 12             |
| Estados Unidos (Rock Songs)                     | 15             |
| Estados Unidos (Rock Digital Songs)             | 11             |
| França (SNEP)                                   | 11             |
| Hungria (Single Top 20)                         | 3              |
| Irlanda (IRMA)                                  | 24             |
| Itália (FIMI)                                   | 6              |
| Japão (Japan Hot 100)                           | 38             |
| Países Baixos (MegaCharts)                      | 41             |
| Reino Unido (UK Singles Chart)                  | 65             |
| Suíça (Schweizer Hitparade)                     | 22             |

| País/Parada (2014)                       | Melhor posição |
| ---------------------------------------- | -------------- |
| Estados Unidos (Adult Alternative Songs) | 24             |

## Pessoal
| U2 - Bono – vocal - The Edge – guitarra - Adam Clayton – baixo - Larry Mullen Jr. – bateria | Técnico - Danger Mouse – produção - Tom Elmhirst – mixagem |